# Francesco Didioni
Francesco Didioni (Milano, 1839 – Stresa, 26 luglio 1895) è stato un pittore italiano.

## Biografia
Francesco Didioni nasce a Milano e studia all'Accademia di Brera, con professori come Francesco Hayez e Raffaele Casnedi. Nel 1861, ancora studente, ha il suo primo successo vincendo un concorso per disegno con la sua opera "un'ambulanza militare". In seguito si dedica essenzialmente al ritratto, con uno stile che risente delle influenze di Tranquillo Cremona. Una delle sue opere più apprezzate è "Ritratto di una giovane donna bionda" (1888), conservato presso la Galleria d'Arte Moderna di Milano..
Dipinge anche soggetti storici, fra cui (uno dei più noti) "Ragione di stato" (1881 ca.), il cui soggetto è il divorzio fra Napoleone Bonaparte e Giuseppina di Beauharnais. Questo quadro diviene così famoso che ne vengono fatte delle acquaforte
Carlo Bozzi dice di lui: "… ci dà la misura del suo alto valore come ritrattista, che culmina nei due così vivaci indimenticabili ritratti della vecchia madre sorridente. Negli altri lavori ricorda talvolta il Bouvier, talaltra Roberto Fontana pur con un fondo di personale gentilezza e sensibilità". Didioni era coetaneo di Pietro Bouvier e ne era diventato amico frequentando con lui i corsi di Raffaele Casnedi.
I suoi resti riposano al cimitero Monumentale di Milano.